# دهستان جفال
دهستان جفال نام دهستانی در بخش مرکزی شهرستان شادگان، استان خوزستان در ایران است. براساس سرشماری مرکز آمار ایران در سال ۱۳۸۵، جمعیت آن ۱۷۸۴۹ نفر (۲۸۸۹ خانوار) بوده‌است. این دهستان از پنج روستای امام3، شبیشی بزرگ، شبیشی کوچک، نهر مصفا و نهر صالح تشکیل شده است.